# Hafen Livorno
Der Hafen Livorno (ital. Porto di Livorno) ist ein italienischer Seehafen in Livorno in der Toskana.
Der Hafen an der Westküste Italiens war bis ins 15. Jahrhundert ein kleiner Fischereihafen und militärischer Vorposten des bedeutenden, ehemaligen Seehafens der Republik Pisa. Nach der Verlandung des seit der Antike bestehenden Portus Pisanus wurden der Hafen und die Stadt Livorno im 16. Jahrhundert ausgebaut und befestigt. Der Freihafen und ein besonderer rechtlicher Status der Stadt gaben Livorno lange Zeit wirtschaftlichen Wohlstand und ein einzigartiges gesellschaftliches Gefüge. Auch heute ist der Hafen einer der bedeutendsten Italiens. Sein Wahrzeichen ist der 54 Meter hohe Wachturm Torre del Marzocco aus dem 15. Jahrhundert.

## Infrastruktur

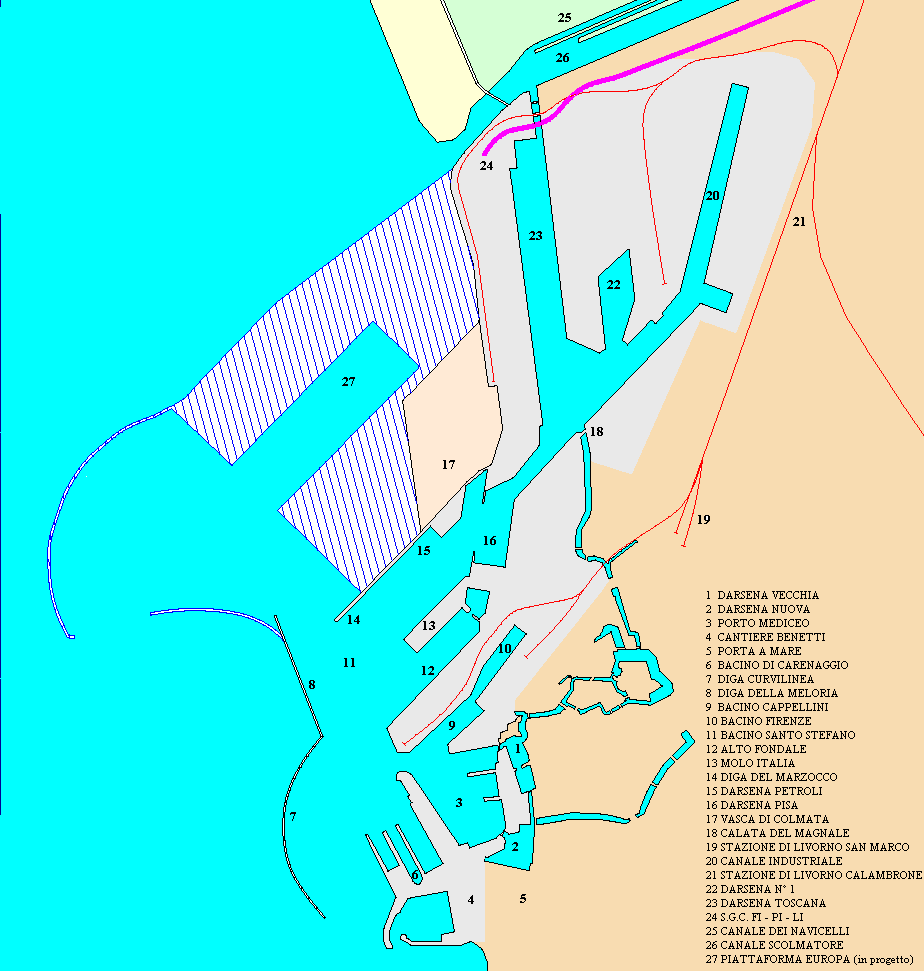
Karte des Hafens

Der Hafen wird unterteilt in einen alten und in einen neuen Teil. Der im Süden gelegene alte Hafen entstand in seiner heutigen Form im Wesentlichen im 16. Jahrhundert. Er besteht aus den drei Hafenbecken Darsena Vecchia, Darsena Nuova und Porto Mediceo sowie aus Kaianlagen Cappellini und Firenze. Ersteres ist heute Fischerbooten und Booten von Sicherheitsbehörden vorbehalten. Die Darsena Nuova war früher eine Werft und wird seit einiger Zeit teils zu einem Wohngebiet umgestaltet (Porta a Mare), teils von der Azimut Benetti Group (davor Orlando-Werft) genutzt. Der Porto Mediceo und dient zum Teil noch als Handels- und Fährhafen mit Verbindungen nach Korsika, Sardinien, einigen Inseln des Toskanischen Archipels wie Capraia. Der neue Teil im Norden, Porto Industriale genannt, ist der Handelshafen, vor allem für Mineralöl, Container und Autos sowie Anlegepunkt für große Kreuzfahrtschiffe. Der ab 1910 gebaute Handelshafen soll in den kommenden Jahren ausgebaut werden: die neue „Europa-Plattform“ im Nordwesten würde unter anderem das seit langer Zeit bestehende Problem der relativ geringen Wassertiefe (bis zu 13 Meter) der Hafenbecken entschärfen.
Der Hafen hat einen eigenen Bahnanschluss. Die Strada di grande comunicazione Firenze-Pisa-Livorno endet (oder beginnt) im Handelshafen und verbindet ihn mit dem Güterverkehrszentrum Interporto toscano Amerigo Vespucci im Nordosten von Livorno.
Nördlich des Porto Industriale liegt Camp Darby, ein Militärdepot der US-Streitkräfte. Es ist über einen schiffbaren Kanal und über eine Bahnstrecke mit dem neuen Handelshafen verbunden, der aus logistischen Gründen gelegentlich von Schiffen des US-Militärs angelaufen wird. Südlich des alten Hafens befindet sich die Akademie der italienischen Marine, die den Hafen bei Bedarf ebenfalls militärisch nutzt.

## Geschichte
Der Hafen von Livorno lag ursprünglich südlich des weit bedeutenderen Hafens der benachbarten Stadt Pisa. Letztere lag in der Antike und im Mittelalter näher am Meer als heute, da Ablagerungen im Lauf der Zeit die Mündung des Flusses Arno immer weiter nach Westen verschoben. Im seinerzeit weit verzweigten Mündungsgebiet befand sich der sogenannte Sinus Pisanus, eine Bucht mit dem Seehafen Portus Pisanus, der über etliche Flussarme und Kanäle mit dem Binnenhafen von Pisa verbunden war. Mit der schrittweisen Verlandung des Porto Pisano trat der ehemals kleine Fischereihafen von Livorno ab dem 15. Jahrhundert die Nachfolge des heute nicht mehr existenten Hafens von Pisa an.
Der Portus Pisanus wurde wohl von den Etruskern als Handels- und Militärhafen angelegt. Als solchen nutzten ihn auch die Römer und dann im Mittelalter insbesondere die Seerepublik Pisa. Letztere befestigte ihn im 12. Jahrhundert wegen andauernder Kriege mit der Seerepublik Genua. Es entstanden mehrere Wehrtürme, darunter zwei an der Hafeneinfahrt, die diese unter anderem mit einer schweren Hafenkette sicherten. Weil die Pisaner nach der verlorenen Seeschlacht bei Meloria die Friedensbedingungen nicht einhielten, wurde der Hafen von den Genuesern 1289 weitgehend zerstört oder unbrauchbar gemacht und die Hafenkette als Trophäe nach Genua gebracht, wo einzelne Teile jahrhundertelang in Kirchen oder an öffentlichen Gebäuden hingen. Die Kettenteile wurden erst 1861 im Zug der Einigung Italiens zurückgegeben und befinden sich heute auf dem Camposanto Monumentale in Pisa.
Die Pisaner bauten ihren Hafen um 1300 wieder auf und aus, konnten jedoch gegen dessen zunehmende Verlandung nichts mehr ausrichten. Ab etwa 1340 wich man schrittweise auf den kleinen Hafen von Livorno aus, der auch als militärischer Vorposten zur Verteidigung des Porto Pisano gedient hatte. Livornos frühere Namen Liburna, Liorna und Livorna leiten sich wahrscheinlich von dem römischen Kriegsschifftyp Liburne ab. Der Ort wurde im genannten Konflikt mit Genua ebenfalls verwüstet, es waren dann aber Genueser, die den Pamiglione-Hafen Livornos Anfang des 15. Jahrhunderts um einen kleinen Kanalhafen erweiterten (Porticciolo dei Genovesi). Nachdem Livorno 1421 zur Republik Florenz gekommen war, begannen die dort herrschenden Medici den Hafen von Livorno auszubauen und zum Zentrum ihrer maritimen Aktivitäten zu machen. Aus dieser ersten florentinischen Zeit stammt der noch heute erhaltene Wach- und Wehrturm Torre del Marzocco.

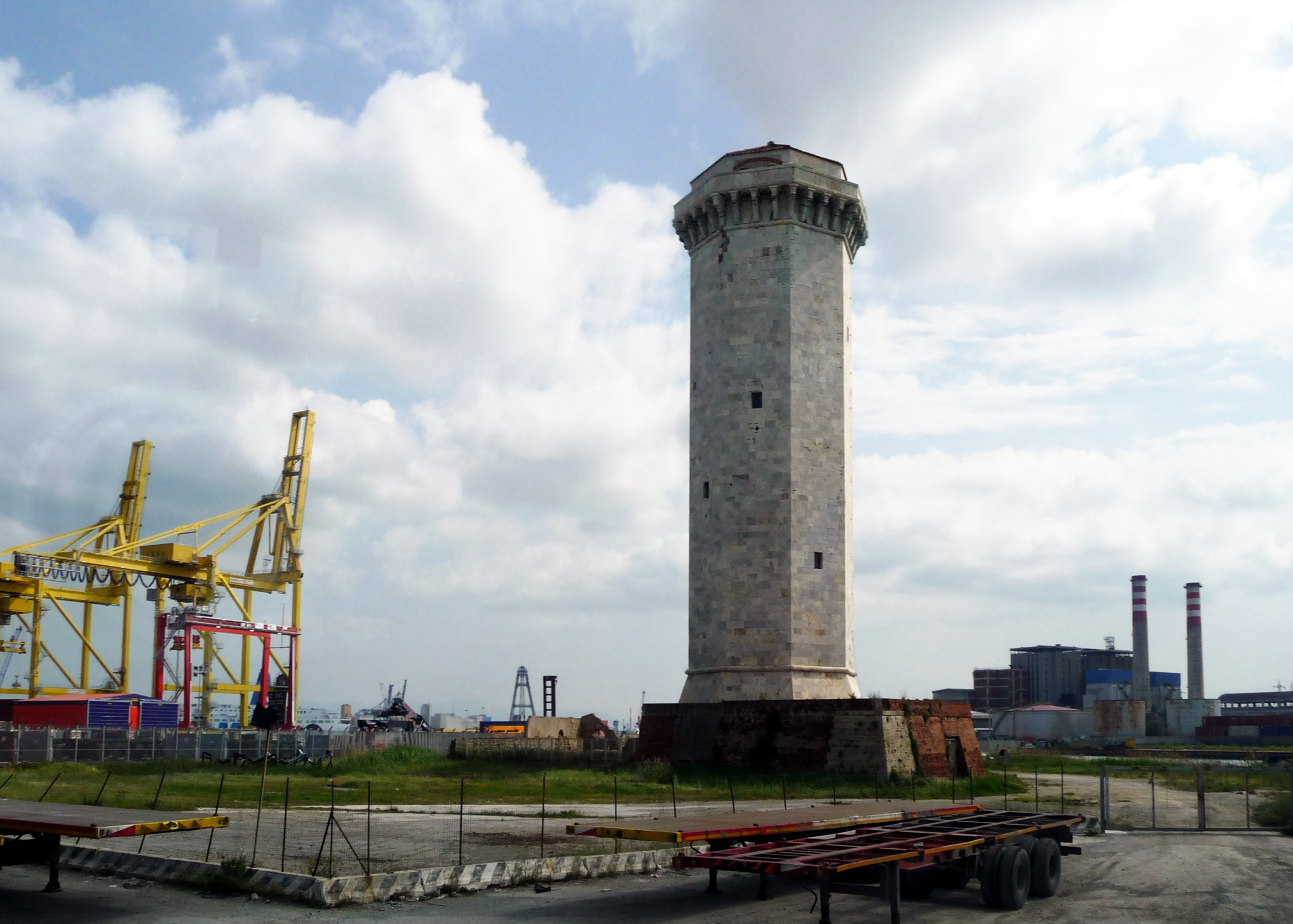
Torre del Marzocco im Hafen von Livorno

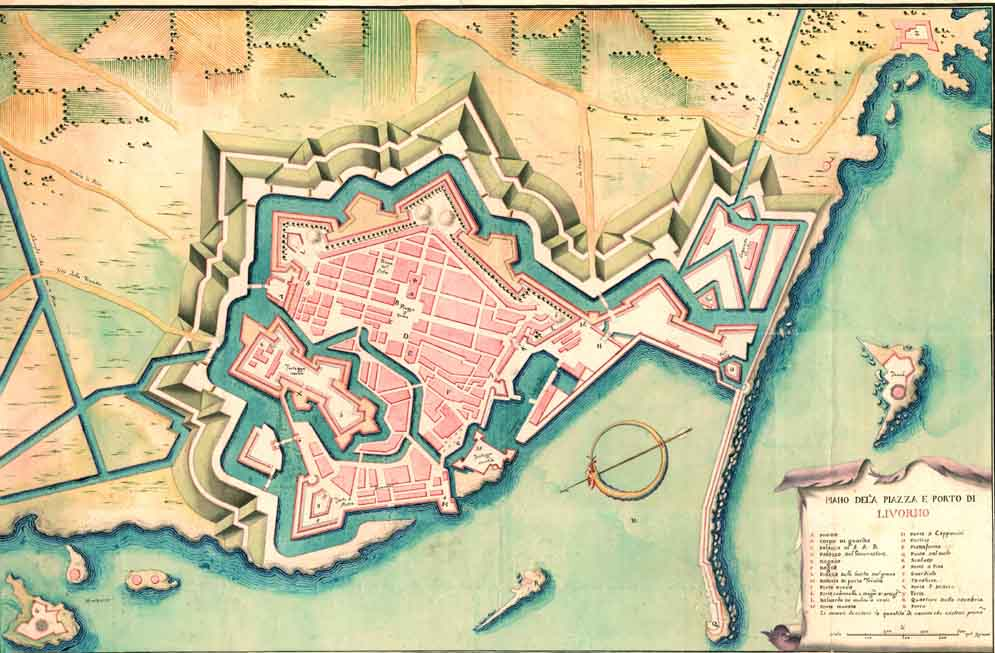
Historische Karte von Livorno (17. Jahrhundert)

Zwischen 1518 und 1534 entstanden, nach Auftrag des Kardinals und späteren Papstes Giulio de’ Medici und Plänen von Antonio da Sangallo dem Jüngeren das Hafenbecken Darsena Vecchia und die Festung Fortezza Vecchia. Unter den Großherzögen Cosimo I. und Francesco I. wurde Livorno ab 1571 als „ideale Stadt“ angelegt und der Hafen erheblich ausgebaut. Beauftragt mit der Planung waren bekannte Architekten der Zeit wie Bernardo Buontalenti und Alessandro Pieroni. Das Ergebnis war eine Stadt mit rechtwinklig orientierten Straßen, umgeben von einer sechseckigen Wallanlage und Wassergräben, die mit den zum Teil festungsartigen Hafenanlagen eine architektonische Einheit bildeten. Die Sümpfe im Umland wurden trockengelegt und zwischen Livorno und Pisa ein schiffbarer Kanal gebaut. Die Verteidigung der Küste vor Piratenüberfällen der Korsaren übertrugen die Medici dem Stephansorden, dessen Flotte man in Livorno stationierte.
Zwischen 1590 und 1603 wurden zur Belebung Livornos die sogenannten „Livorninischen Gesetze“ erlassen, die Immunität, Privilegien und Freiheiten für Händler jeglicher Herkunft vorsahen, vor allem aber Glaubensfreiheit garantierten. Durch dieses Toleranzedikt wurde Livorno mit der Zeit durch Ansiedlung verschiedener Bevölkerungsgruppen zu einer kosmopolitischen und multireligiösen Stadt und ihr Hafen zu einem bedeutenden Handelszentrum. Im Jahr 1675 wurde Livorno zu einem Freihafen erklärt, wodurch die Stadt eine rund 200 Jahre andauernde wirtschaftliche Blüte erlebte. So wurde Livorno bedeutendster Handelsposten der Engländer am Mittelmeer; sie nannten die Stadt Leghorn. Mehrmals schloss das Großherzogtum Toskana mit kriegführenden Staaten Verträge, die die Neutralität des Hafens von Livorno garantierten.
Ab 1830, nach der Besetzung Algiers durch die Franzosen, brach der Nordafrikahandel ein. Nach dem Anschluss an das Königreich Italien verlor Livorno 1865 den Freihafen, was eine weitere drastische Reduzierung des Handels verursachte. Negativ wirkte sich auch der Bau der Bahnstrecke Pisa–Rom über Collesalvetti aus, weil Livorno und der Hafen nicht direkt an dieser Hauptverkehrsachse lagen. Kompensiert wurde diese Entwicklung durch die Bahnstrecke Florenz–Pisa–Livorno (1848), durch die Gründung der Orlando-Werft (1865) sowie durch die weitere Industrialisierung Livornos.
Nachdem der Hafen Livorno zwei Jahrhunderte lang im Wesentlichen unverändert geblieben war, begann um 1850 der Ausbau des Hafens, insbesondere in nördlicher Richtung, und die Modernisierung des alten Hafens im Süden. Vor dem alten Porto Mediceo entstand eine neue, leicht geschwungene Mole, der noch heute bestehende Wellenbrecher Diga curvilinea. Der Ausbau im Norden begann im Juli 1910, musste jedoch kriegsbedingt unterbrochen werden. Im Jahr 1919 wurden die Ausbaupläne überarbeitet: die einfache Verlängerung der Kaianlagen entlang des Küstenverlaufs gab man auf zugunsten von Hafenbecken zwischen dem Kanal nach Pisa und dem wachsenden Industriegebiet im Norden von Livorno. Die Arbeiten dauerten bis in die 1930er Jahre an. Weitgehend zunichtegemacht wurden sie im Lauf des Zweiten Weltkriegs: US-Luftstreitkräfte bombardierten die Stadt massiv; die schweren Schäden durch diese Luftangriffe wurden nie wieder ganz behoben.
In den 1960er Jahren wurde die positive Nachkriegsentwicklung durch die relativ geringe Tiefe der Hafenbecken von maximal 12 Metern gebremst. Die führte zum Bau des neuen Porto Industriale im Norden. Im Jahr 1975 wurde im Süden ein neues 350 Meter langes und 56 Meter breites Trockendock eingeweiht. 1995 übernahm eine neue Hafenbehörde die Verwaltung und den Betrieb des Hafens, der schrittweise weiter ausgebaut wurde. Neben dem traditionellen Handels- und Fährverkehr hat in den letzten Jahren Kreuzfahrtgeschäft an Bedeutung gewonnen.

## Zwischenfälle
- Am 10. April 1991 kam es bei Nacht in dichtem Nebel vor dem Hafen von Livorno zu einem sehr schweren Unfall: die Fähre Moby Prince kollidierte mit dem Tankschiff Agip Abruzzo, wobei auf der Fähre 140 Personen dem Brand zum Opfer fielen.
- Am 29. März 2018 explodierte im Hafen von Livorno ein Äthylentank. Zwei Personen kamen hierbei zu Tode, ein Dritter wurde schwer verletzt.[2]